# غوناجاف باتجارغال
غوناجاف باتجارغال (مواليد سنة 1966) (بالمنغولية: Гунаажавын Батжаргал)‏ هو دبلوماسي منغولي، كان سفيرًا لمنغوليا لدى النمسا منذ عام 2013. وهو يعمل في الوقت نفسه كممثل دائم لمنظمة الأمن والتعاون في أوروبا ومنظمة الأمم المتحدة للتنمية الصناعية واللجنة التحضيرية لمعاهدة الحظر الشامل للتجارب النووية، والممثل المقيم في الوكالة الدولية للطاقة الذرية. تخرج من معهد موسكو الحكومي للعلاقات الدولية في عام 1990، ومن جامعة إيست أنجليا في عام 1996.